# Olinda Nova do Maranhão
Olinda Nova do Maranhão este un oraș în unitatea federativă Maranhão (MA), Brazilia.